# Птуй
Птуй (словен. Ptuj [ˈptuːi̯] ( прослухати); нім. Pettau; лат. Poetovium/Poetovio) — місто на сході Словенії з населенням 23 тисячі мешканців. Є найстарішим містом в Словенії та найстарішим містом на території колишнього Штирійського герцогства.

## Географія
Птуй знаходиться в словенській області Штирія (Нижня Штирія) на річці Драва, за 25 км від міста Марибор.

## Клімат
| Кліматограма Птуї | Кліматограма Птуї | Кліматограма Птуї | Кліматограма Птуї | Кліматограма Птуї | Кліматограма Птуї | Кліматограма Птуї | Кліматограма Птуї | Кліматограма Птуї | Кліматограма Птуї | Кліматограма Птуї | Кліматограма Птуї |
| --- | ----------------- | ----------------- | ----------------- | ----------------- | ----------------- | ----------------- | ----------------- | ----------------- | ----------------- | ----------------- | ----------------- |
| С | Л                 | Б                 | К                 | Т                 | Ч                 | Л                 | С                 | В                 | Ж                 | Л                 | Г                 |
| 43 4 −3 | 53 6 −3           | 63 11 1           | 76 16 6           | 101 20 10         | 110 24 14         | 104 26 16         | 109 26 16         | 113 20 12         | 79 16 8           | 82 10 3           | 65 5 −2           |
| Середня макс. і мін. температури повітря (°C) Атмосферні опади (мм), за рік : 998 мм. Джерело: «Climate-Data.org» (англ.) |                   |                   |                   |                   |                   |                   |                   |                   |                   |                   |                   |

## Відомі особистості
Уродженці

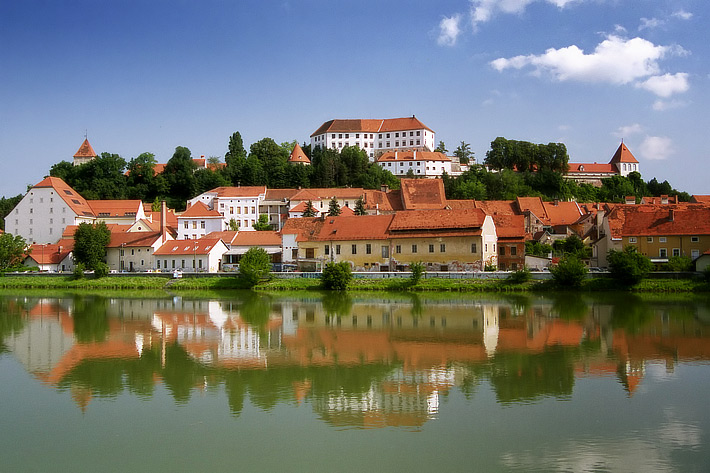
Птуйський замок

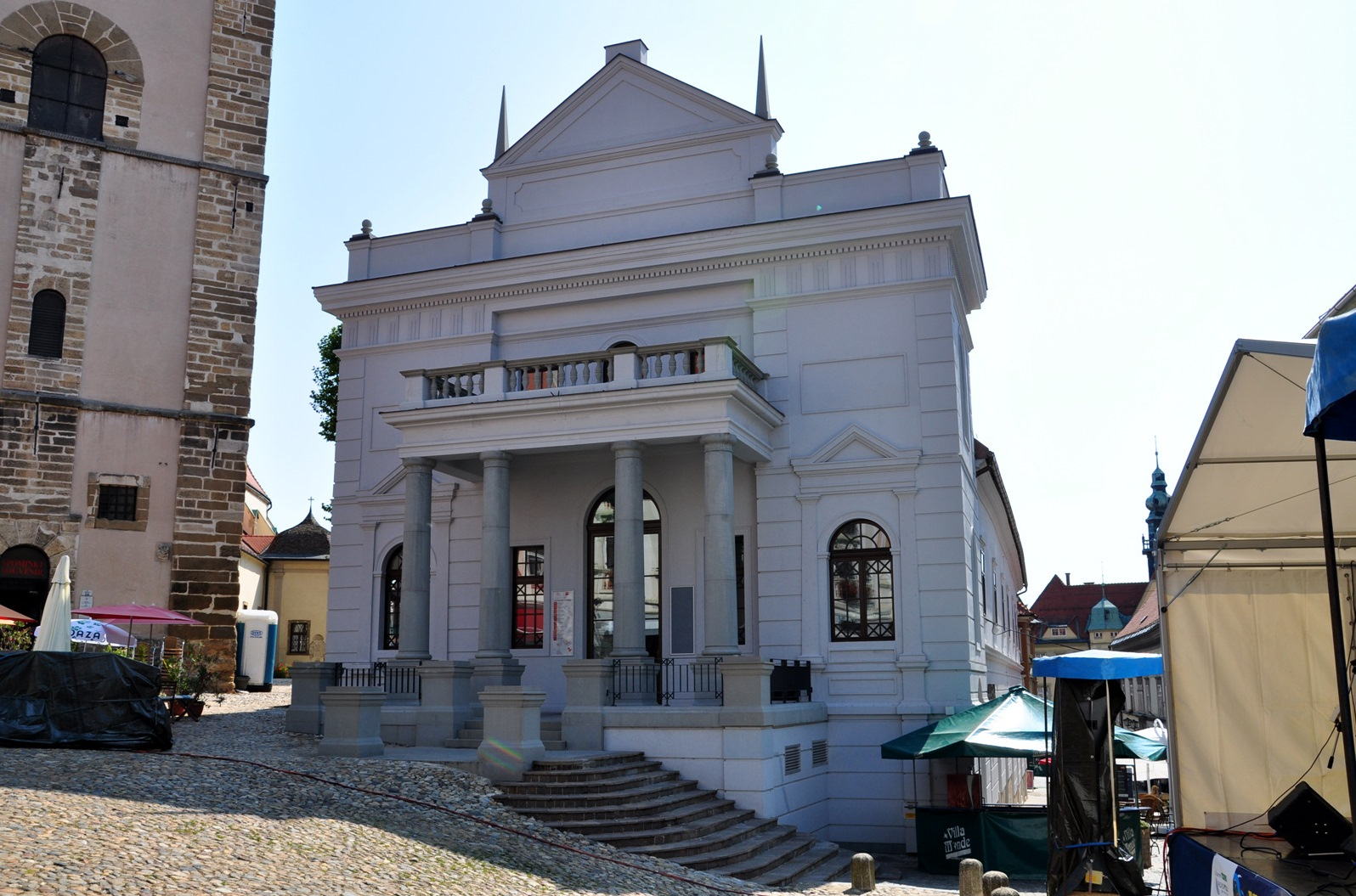
Птуйський міський театр

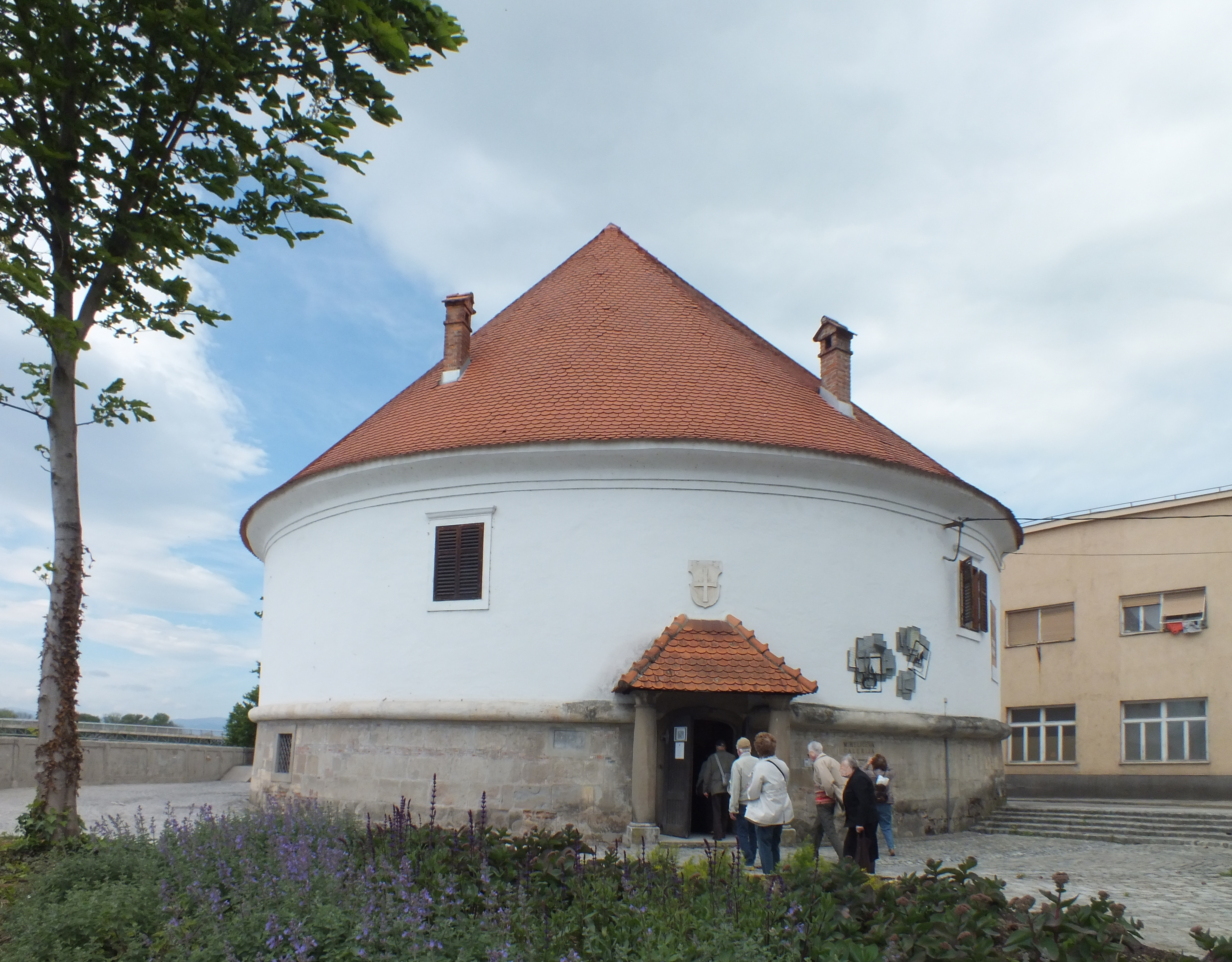
Відділення Галереї мистецтв у Птуї

- Зденко Верденик— словенський футбольний тренер.
- Саша Ґайсер — словенський футболіст, півзахисник.
- Лука Крайнц — словенський футболіст, захисник.
- Марк Валерій Максиміан — військовий та державний діяч часів Римської імперії.
- Алекс Піглер — словенський футболіст, центральний півзахисник.
- Бенка Пулко — словенська світова мандрівниця, рекордсменка Гіннеса, авторка та фотограф.
- Іван Раткай  — єзуїт, місіонер, дослідник та картограф.
- Міха Ремец — словенський літератор, журналіст.
- Настя Чех — словенський футболіст.
- Крістьян Чех — словенський легкоатлет, метальник диску.
- Алеш Штеґер — словенський письменник, перекладач, літературний критик, видавець.

Мешканці
- Вікторін Петавський — ранньохристиянський церковний письменник.
- Дмитро Корф — російський офіцер та політик, член Державної думи від Тверської губернії.

## Світлини

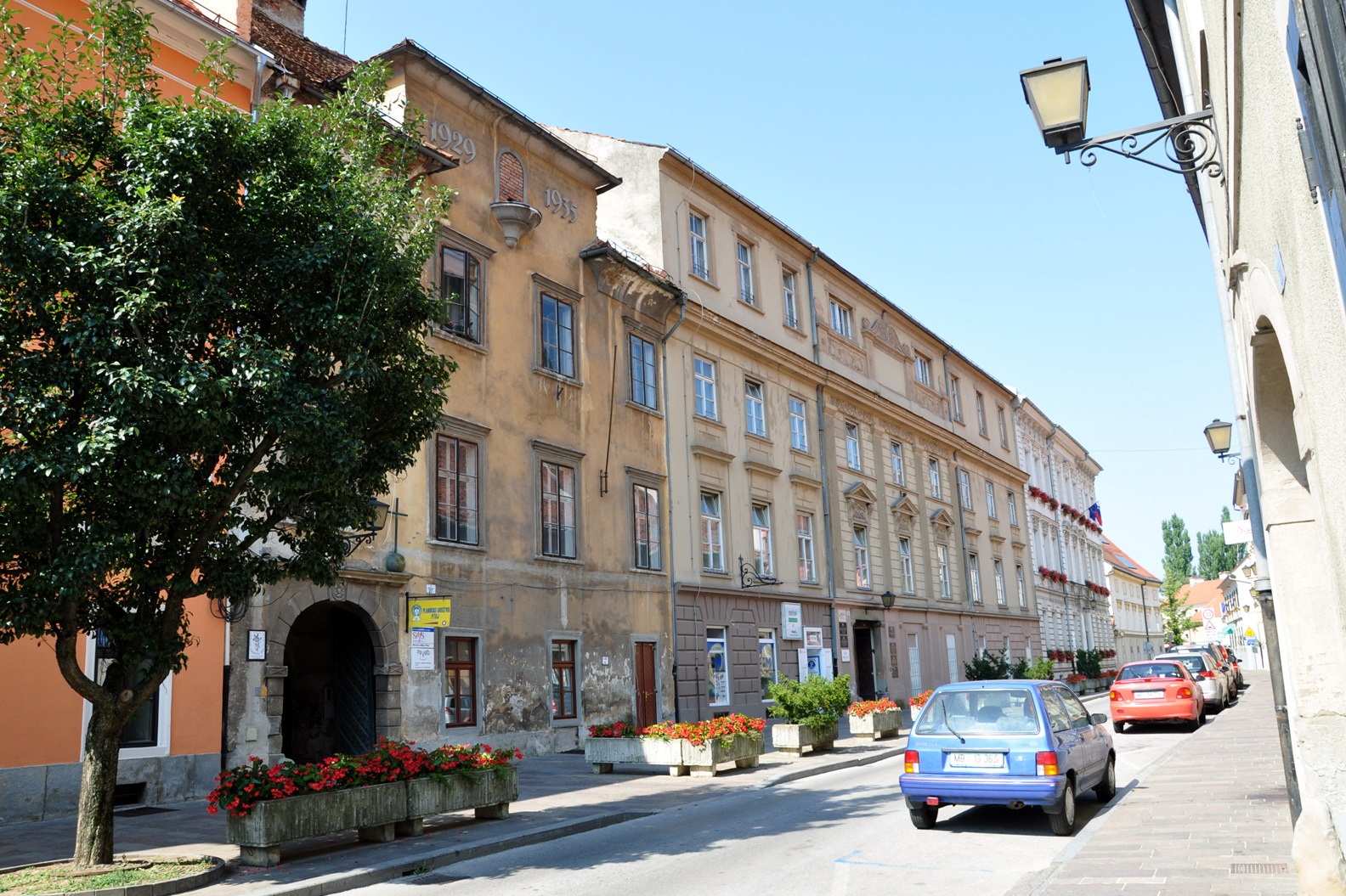
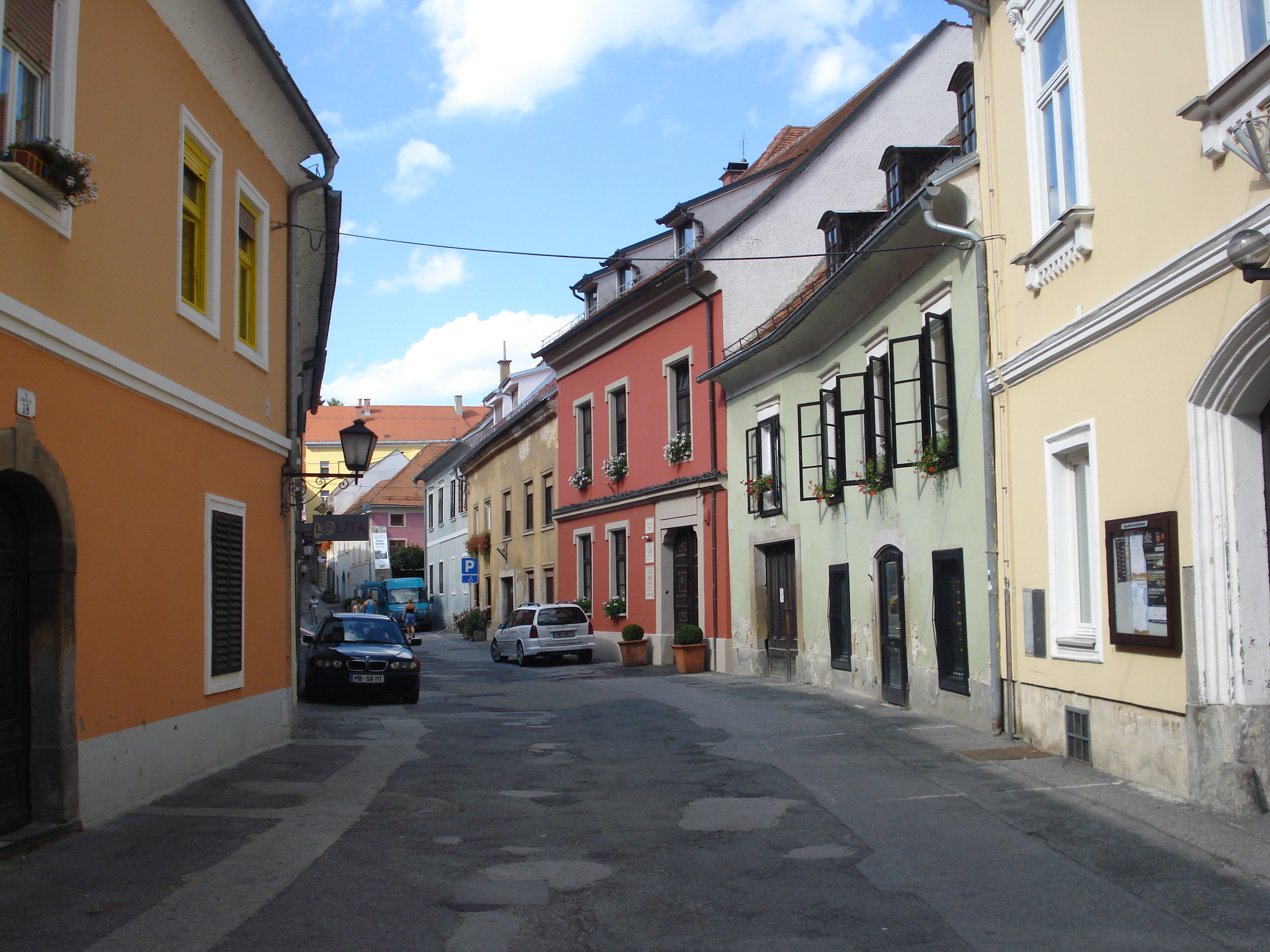
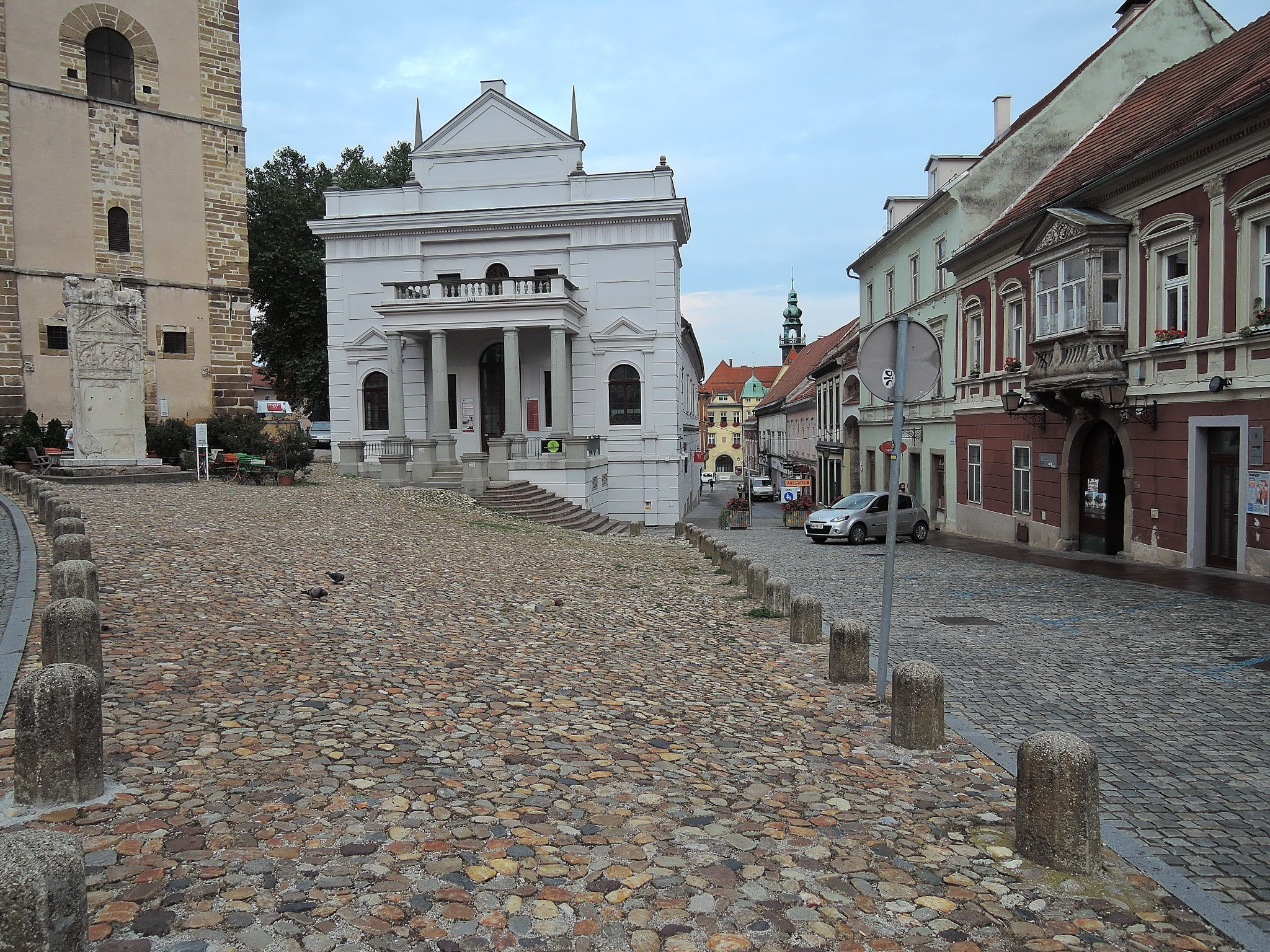
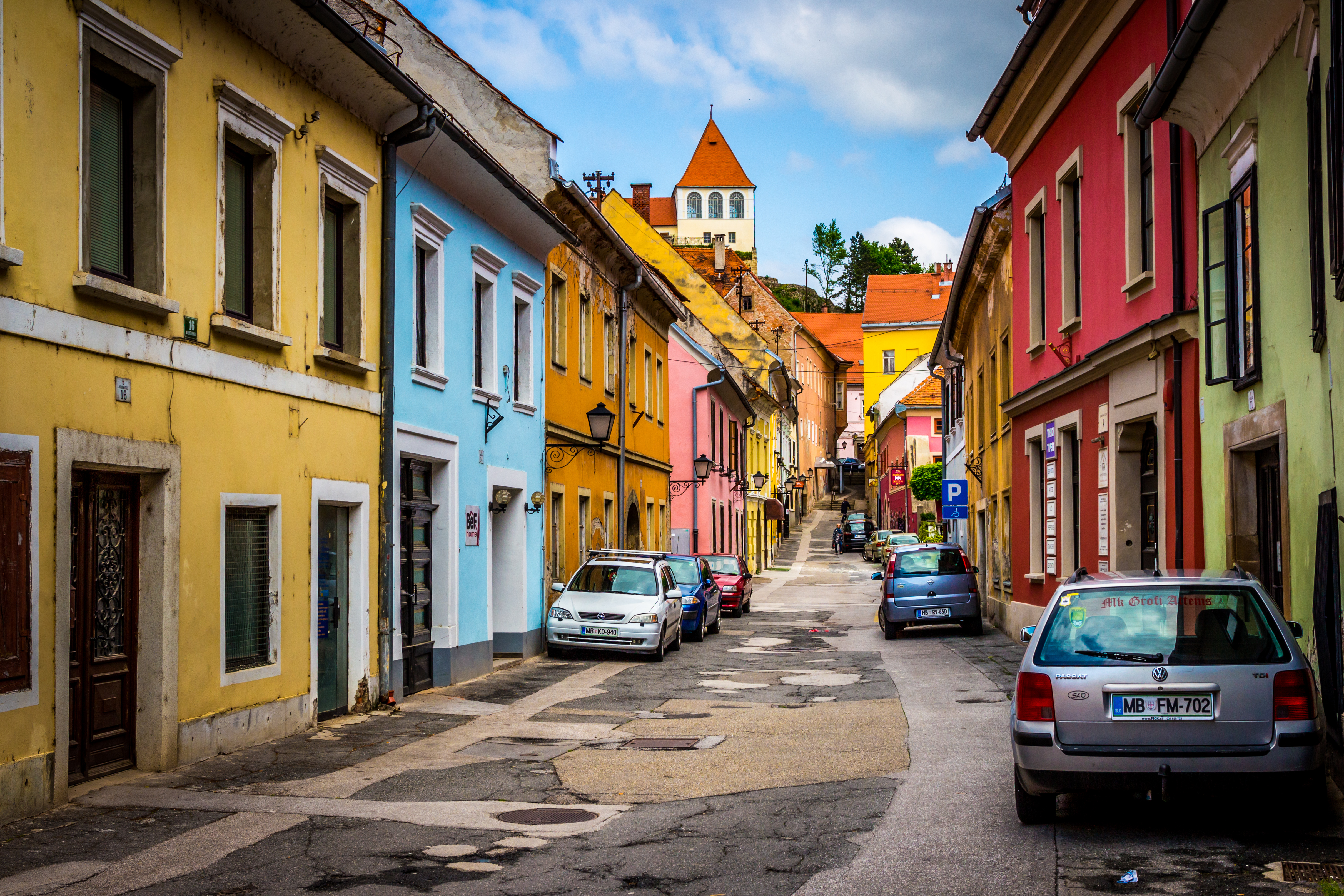
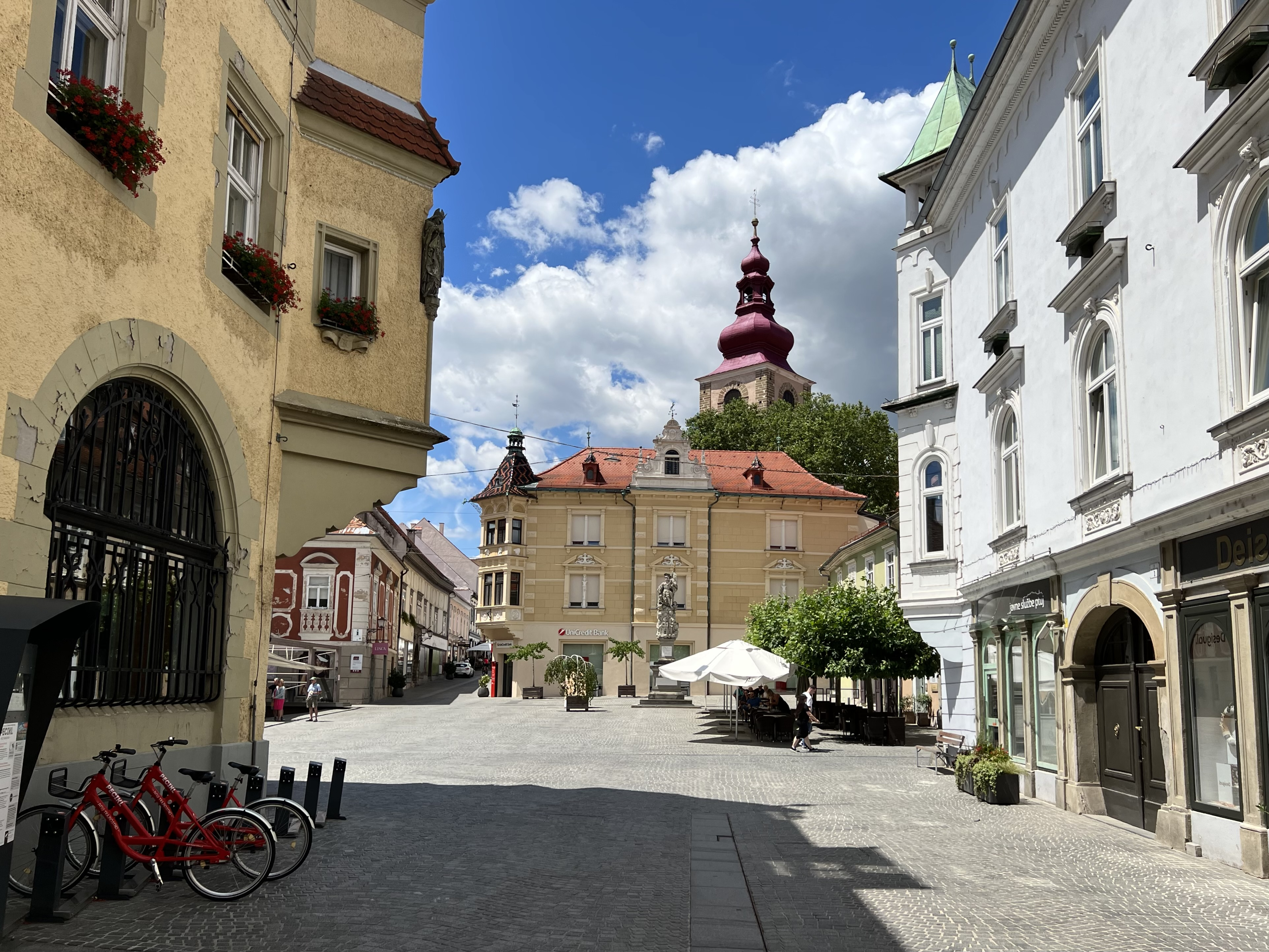
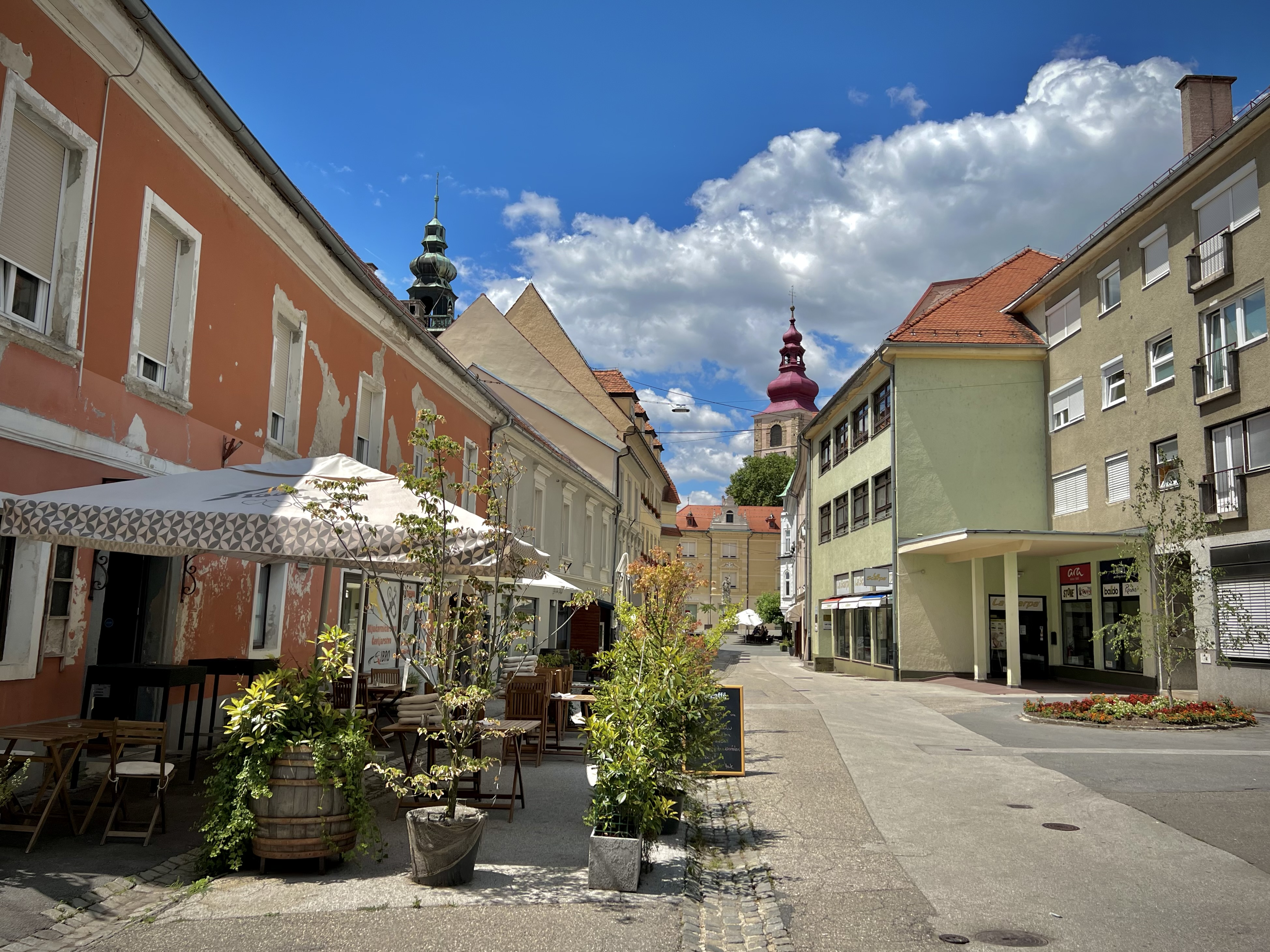

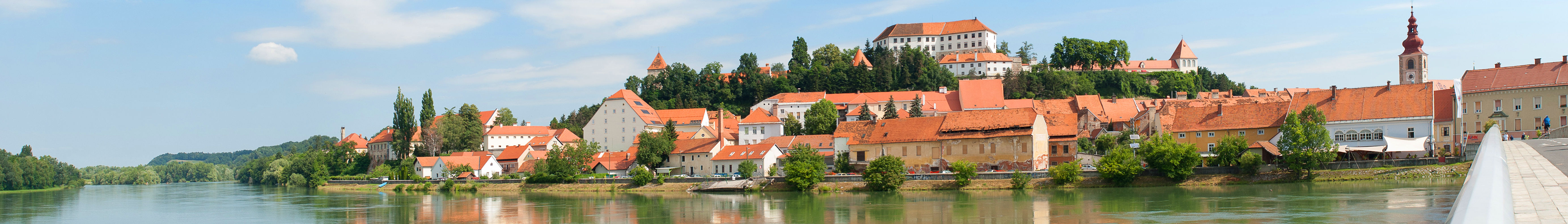

## Міста-побратими
- Німеччина Бурггаузен
- Хорватія Вараждин
- Сербія Аранджеловац
- Словаччина Банська Штявниця
- Франція Сен-Сір-сюр-Луар
- Північна Македонія Охрид